# الصياد القديم
الصياد القديم (الاسم العلمي:†Archaeovenator) هو جنس منقرض من الزواحف يتبع فصيلة أفعوانيات العيون من أصنوفة البليكوصوريات الحقيقية.